# Keiran Lee
Keiran Lee (Derby, 15 gennaio 1984) è un attore pornografico britannico.

## Biografia e Carriera
Adam Diksa è nato il 15 gennaio 1984 a Derby (in Inghilterra) ed ha origini metà indiane in quanto il padre è indiano. Ha lavorato come project manager per Network Rail.
La sua carriera è iniziata dopo che alcuni amici hanno caricato una sua foto nuda su un sito di scambisti e, dopo aver visto il post, una coppia gli ha offerto un ruolo nel porno. Nel 2002 a 18 anni si è esibito per la prima volta ed ha iniziato a lavorare come freelance in Inghilterra. Nel 2005 si è trasferito in Usa, e ha firmato con Brazzers e l'anno successivo è entrato nell'industria del porno all'età di ventidue anni.
Nel 2012 l'azienda e casa di produzione pornografica canadese Brazzers per cui lavorava (all'aprile 2017 ha girato 1.230 scene) ha assicurato il suo pene per un milione di dollari (645.000 sterline) con il Lloyd's di Londra e ha prodotto un cartellone pubblicitario con una foto di lui sul viale del tramonto (nel 2013 il cartellone è stato nominato agli XBIZ Awards per la campagna di commercializzazione dell'anno).
Nell'ottobre 2013 ha fatto il suo debutto alla regia cinematografica con Hot Chicks Big Zanne di Digital Playground.
Nel 2016 ha condotto il reality show Sex Factor insieme a Asa Akira, Lexi Belle, Remy LaCroix e Tori Black, una serie online con sedici uomini e donne in competizione per vincere 1 milione di dollari ed un contratto triennale nel settore pornografico. Nel 2022 è stato inserito nella Hall of Fame dagli AVN Award.

## Vita privata
Ha sposato la collega svedese Puma Swede, da cui ha divorziato nel 2009, per poi iniziare una relazione con la collega statunitense Kirsten Price.

## Riconoscimenti
- AVN Awards
  - 2016 – Favorite Male Performer (Fan Award)[16]
  - 2022 – Hall of Fame[17]
  - 2025 – Best Sex Scene - Foursome/Orgy per Brazzers Present: 20 for 20 con Angela White, Cherie DeVille, Alexis Fawx, Kayley Gunner, Lily Lou, Abigail Morris, Kira Noir, Ryan Reid, Gal Ritchie, Queenie Sateen, Luna Star, Monique Alexander, Mick Blue, Hollywood Cash, Manuel Ferrara, Ricky Johnson, JMac, Alex Jones, Isiah Maxwell, Scott Nails e Van Wylde[18]